# Akulynivka
Akulynivka  (ucraniano: Акулинівка) es una localidad del Raión de Podilsk en el Óblast de Odesa de Ucrania. Según el censo de 2001, tiene una población de 83 habitantes.